# Rosemary Valero-O'Connell
Rosemary Valero-O'Connell és una il·lustradora i dibuixant estatunidenca. És coneguda pel seu treball amb DC Comics i Boom! Studios

## Primers anys de vida
Rosemary Valero-O'Connell va néixer a Minneapolis, Minnesota i es va criar a Saragossa, Espanya. Es va graduar al Minneapolis College of Art and Design amb un batxiller en belles arts amb l'especialitat de còmic el 2016. Valero va començar una relació de treball amb First Second Comics després que el seu editor comprés una còpia d'un minicòmic de 22 pàgines que havia escrit durant un estiu al festival del Museum of Comics and Cartoon Art.

## Carrera
El 15 de juny de 2015, es va revelar la portada de la primera edició de novel·la gràfica de Steven Universe, que Valero-O'Connell va il·lustrar. El còmic es va estrenar el desembre d'aquell mateix any sota el títol "Steven Universe: Too Cool for School".
El 2016, Valero va treballar amb DC Comics i BOOM! Studios en un crossover de Gotham Academy i Lumberjanes com a il·lustradora principal .
El 2016, es va anunciar que havia començat a il·lustrar una novel·la gràfica amb Mariko Tamaki per First Second, Laura Dean Keeps Breaking Up with Me.

### Laura Dean segueix trencant amb mi
La portada de Laura Dean Keeps Breaking Up with Me es va revelar el 24 de setembre de 2018.
La novel·la gràfica es va publicar el 7 de maig de 2019.

### Novel·les gràfiques
- What is Left (2017)[11][12][1][13]
- Laura Dean Keeps Breaking Up with Me (2019)[14]

### Sèries de còmics
- Steven Universe ("Steven Universe: massa genial per a l'escola")
- Crossover de Gotham Academy / Lumberjanes[15][16][17][18]

### Còmics web
- If Only Once, If Only For A Little While[19][20]

## Premis
El 2018, Valero-O'Connell va ser nominada a dos premis Eisner, millor color i millor número individual/one-shot, pel seu còmic What is Left.
El 2019, Laura Dean Keeps Breaking Up With Me va guanyar el premi Ignatz a la millor novel·la gràfica així com el premi al millor llibre infantil o juvenil dels Harvey Awards.
El 2020, Valero-O'Connell va guanyar un premi Eisner a la millor dibuix a llapis/tinta pel seu treball a Laura Dean Keeps Breaking Up With Me, que també va guanyar un premi Eisner a la categoria de millor publicació per a adolescents. També va guanyar el premi Ignatz 2020 a l'artista destacat.